# Traktaten om evig fred
En traktat om evig fred (eller simpelthen evig fred, russisk: Вечный мир, litauisk: Amžinoji taika, polsk: Pokój wieczysty, i polsk tradition Grzymułtowski Peace, polsk: Pokój Grzymułtowskiego) mellem Tsardømmet Rusland og Den polsk-litauiske realunion blev underskrevet den 6. maj 1686 i Moskva af udsendinge fra Den polsk-litauiske realunion: vojvod af Poznań Krzysztof Grzymułtowski og kansler ( kanclerz) i Litauen Marcjan Vasiyi ński og den russiske kansler af Litauen, Knjaz Vasiyiichi knoński Vasily Vasilyevich Golitsyn. Disse partier blev tilskyndet til at samarbejde efter en større geopolitisk intervention i Ukraine fra Osmannerrigets side.

## Om aftalen
Traktaten bekræftede den tidligere våbenhvile i Andrusovo i 1667. Den bestod af en præambel og 33 artikler. Traktaten sikrede Ruslands besiddelse af Ukraines venstre bred plus byen Kiev på højre bred.  Der skulle betales 146.000 rubler til Polen som kompensation for tabet af venstre bred. Regionen Zaporizka Sitj, Siveria-landene, byerne Tjernihiv, Starodub, Smolensk og dens udkanter blev også afstået til Rusland, mens Polen beholdt Højrebreds-Ukraine. Begge parter blev enige om  at undlade at underskrive en separat traktat med Det Osmanniske Rige. Ved at underskrive denne traktat blev Rusland medlem af den anti-tyrkiske koalition, som omfattede den polsk-litauiske realunion, Det tysk-romerske Rige og Venedig. Rusland lovede at organisere en militær kampagne mod Krim-khanatet, som førte til den russisk-tyrkiske krig (1686-1700).
Traktaten var en stor succes for russisk diplomati. Der var stærk modstand i Polen, og den blev ikke ratificeret af Sejm (den polsk-litauiske unions parlament) før i 1710. Den juridiske legitimitet af dens ratificering er blevet bestridt.  Ifølge Jacek Staszewski blev traktaten ikke bekræftet af en resolution fra Sejmen før konvokationen Sejm (1764).
Grænserne mellem Rusland og Den polsk-litauiske realunion etableret ved traktaten forblev i kraft indtil Polens første deling i 1772.